# Osso-magnesio-hastingsite
L'osso-magnesio-hastingsite (simbolo IMA: Omhst) è un raro minerale del supergruppo dell'anfibolo, all'interno del quale viene collocato nel "gruppo degli anfiboli con W(O)-dominante" e da lì ai minerali in attesa di assegnazione definitiva al "gruppo contenente la radice obertiite nel nome"; essendo un anfibolo, appartiene agli inosilicati e pertanto alla famiglia minerale dei "silicati"; possiede composizione chimica NaCa2(Mg2Fe3+3)(Si6Al2)O22O2.
L'osso-magnesio-hastingsite è definito come un anfibolo con:
- WO > 1 apfu (atomi per unità formula)
- ZTi < 0,5 apfu (ovvero x < 0,5) e dove:
  - in posizione A è dominante il sodio
  - in posizione C2+ è dominante il magnesio
  - in posizione C3+ è dominante il ferro.

## Etimologia e storia
Il nome osso-magnesio-hastingsite deriva da hastingsite e dal suo contenuto di magnesio, basato sulle linee guida per la nuova nomenclatura degli anfiboli
Il nome originariamente proposto dall'IMA era ferrikaersutite con formula chimica NaCa2(Mg3Fe3+Ti)Si6Al2O22O2, ma è stato modificato in osso-magnesio-hastingsite.

## Classificazione
L'osso-magnesio-hastingsite è stata approvata dall'Associazione Mineralogica Internazionale (IMA) nel 2013, quindi non compare nella classica nona edizione della sistematica dei minerali di Strunz, aggiornata dall'IMA fino al 2009.
Il minerale è presente nell'edizione successiva, proseguita dal database "mindat.org" e chiamata Classificazione Nickel-Strunz; qui è elencata nella classe "9. Silicati (germanati)" e nella sottoclasse "9.D Inosilicati"; questa viene suddivisa più finemente in base alla struttura del minerale, in modo tale che l'osso-magnesio-hastingsite possa essere trovata nella sezione "9.DE Inosilicati con catene doppie di periodo 2, Si4O11; clinoanfiboli" dove forma il sistema nº 9.DE.15 insieme ad altri 44 anfiboli.
Nella Sistematica dei lapis (Lapis-Systematik) di Stefan Weiß l'osso-magnesio-hastingsite si trova nella classe dei "silicati" e nella sottoclasse degli "inosilicati"; qui si trova con i minerali che hanno struttura del tipo "[Si4O11] a due bande 6-; gruppo degli anfiboli; Ca2-anfiboli" dove forma il sistema nº VIII/F.10.

## Abito cristallino
L'osso-magnesio-hastingsite cristallizza nel sistema monoclino nel gruppo spaziale C2/m (gruppo nº 12) con le costanti di reticolo a = 9,8837(3) Å, b = 18,0662(6) Å, c = 5,3107(2) Å e β = 105,278(1)°, oltre ad avere 2 unità di formula per cella unitaria.

## Origine e giacitura
L'osso-magnesio-hastingsite è stata scoperta nel tufo melilitico contenente, oltre all'anfibolo, megacristalli di diopside e flogopite e xenoliti di peridotiti anfibolo-micacee, pirosseniti e ijoliti.
Il minerale è molto raro ed è stato trovato solo in pochissimi siti: la sua località tipo, nell'area del lago Natron nel nord della Tanzania, più precisamente nel piccolo cono vulcanico di Deeti. Altri siti di ritrovamento sono le cave di "Rothenberg" (nei pressi di Mendig) e di "Radersberg" (nei pressi di Daun), entrambe in Renania-Palatinato (Germania), e il fiordo Kangerlussuaq (Groenlandia).

## Forma in cui si presenta in natura
L'osso-magnesio-hastingsite è stata trovata sotto forma di cristalli singoli di dimensioni fino a 12 cm di forma arrotondata senza facce cristalline evidenti con un caratteristico aspetto liscio di colore bruno; raramente presentano inclusioni euedrali di diopside.
Il minerale è da trasparente a traslucido con lucentezza vitrea; il colore è marrone, ma quello del suo striscio è bianco.

## Minerali correlati
Un minerale con formula simile all'osso-magnesio-hastingsite è l'osso-pargasite. Il minerale non è ancora stato riconosciuto dall'Associazione Mineralogica Internazionale, pur tuttavia è elencato nella grande famiglia degli anfiboli. Il nome-radice pargasite farebbe pensare che appartenga al "gruppo contenente la radice pargasite nel nome", ma non è così: a causa della sua composizione (NaCa2(Mg3(Al2-xTix))5(Si6Al2O22)O2) il minerale ha l'ossigeno dominante in posizione W, quindi è classificato nel gruppo degli anfiboli con WO-dominante e in particolare è momentaneamente sistemato nel "gruppo contenente la radice obertiite nel nome".
La particolarità di questo anfibolo è avere l'alluminio dominante in posizione C3+ al posto del ferro posseduto dall'osso-magnesio-hastingsite.